# Uramoto Kentaro
Kentaro Uramoto (sinh ngày 13 tháng 11 năm 1982) là một cầu thủ bóng đá người Nhật Bản.

## Sự nghiệp câu lạc bộ
Kentaro Uramoto đã từng chơi cho Oita Trinita.